# Oleg Kostin
Oleg Kostin, ros. Олег Костин (ur. 6 maja 1992 w Niżnym Nowogrodzie) – rosyjski pływak, specjalizujący się w stylu klasycznym, wicemistrz świata na basenie 50-metrowym, trzykrotny mistrz świata na krótkim basenie.
W 2013 roku został mistrzem Europy na krótkim basenie w Herning w sztafecie 4 × 50 m stylem zmiennym (wspólnie z Witalijem Mielnikowem, Nikitą Konowałowem i Władimirem Morozowem). Dwa lata później, sztafeta została zdyskwalifikowana kiedy Mielnikow uzyskał pozytywny wynik kontroli dopingowej (EPO).